# Gornji Kot
Gornji Kot – wieś w Słowenii, w gminie Žužemberk. W 2018 roku liczyła 51 mieszkańców.